# État Wagon-Camping

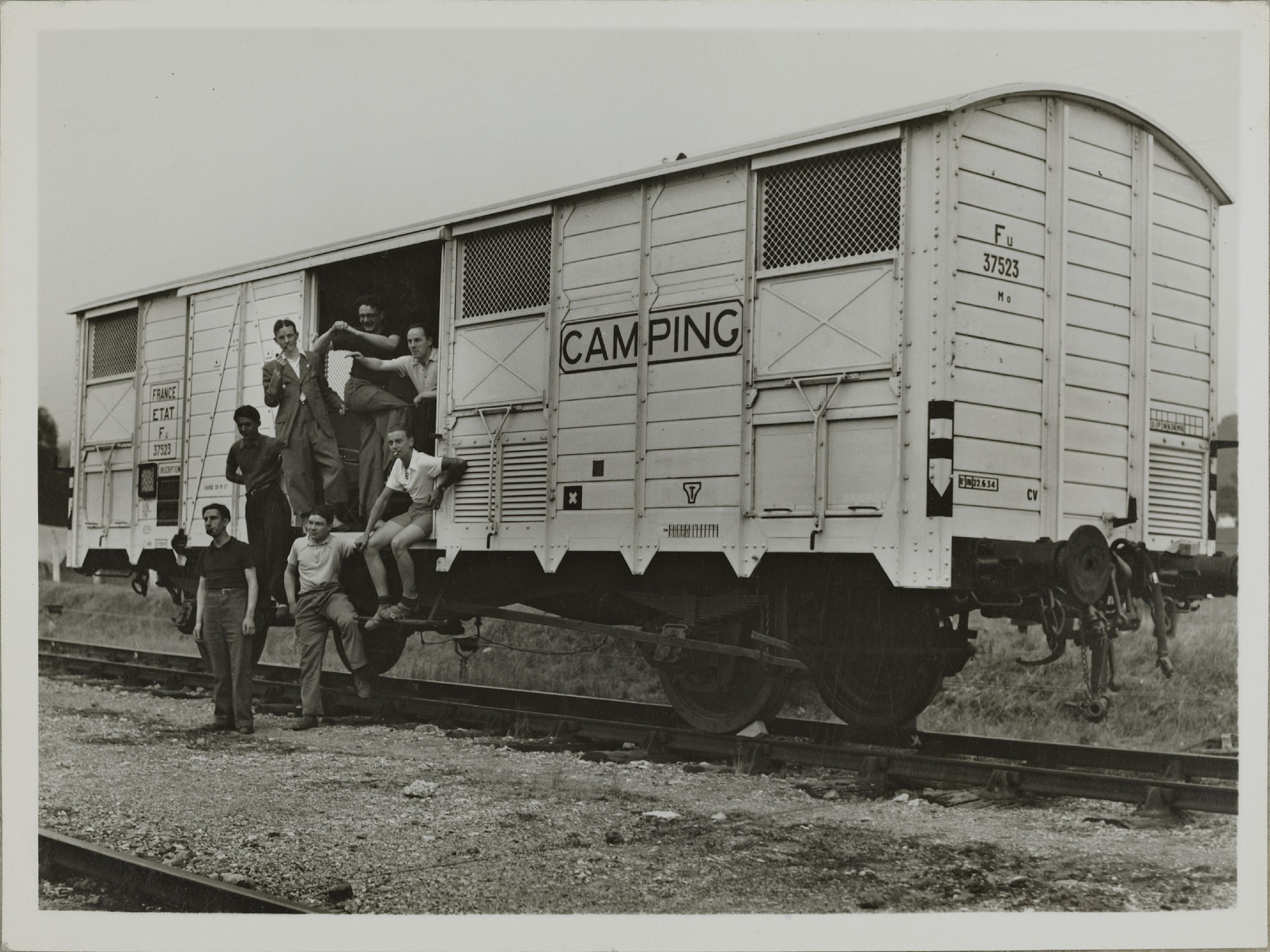
Umgebauter Güterwagen

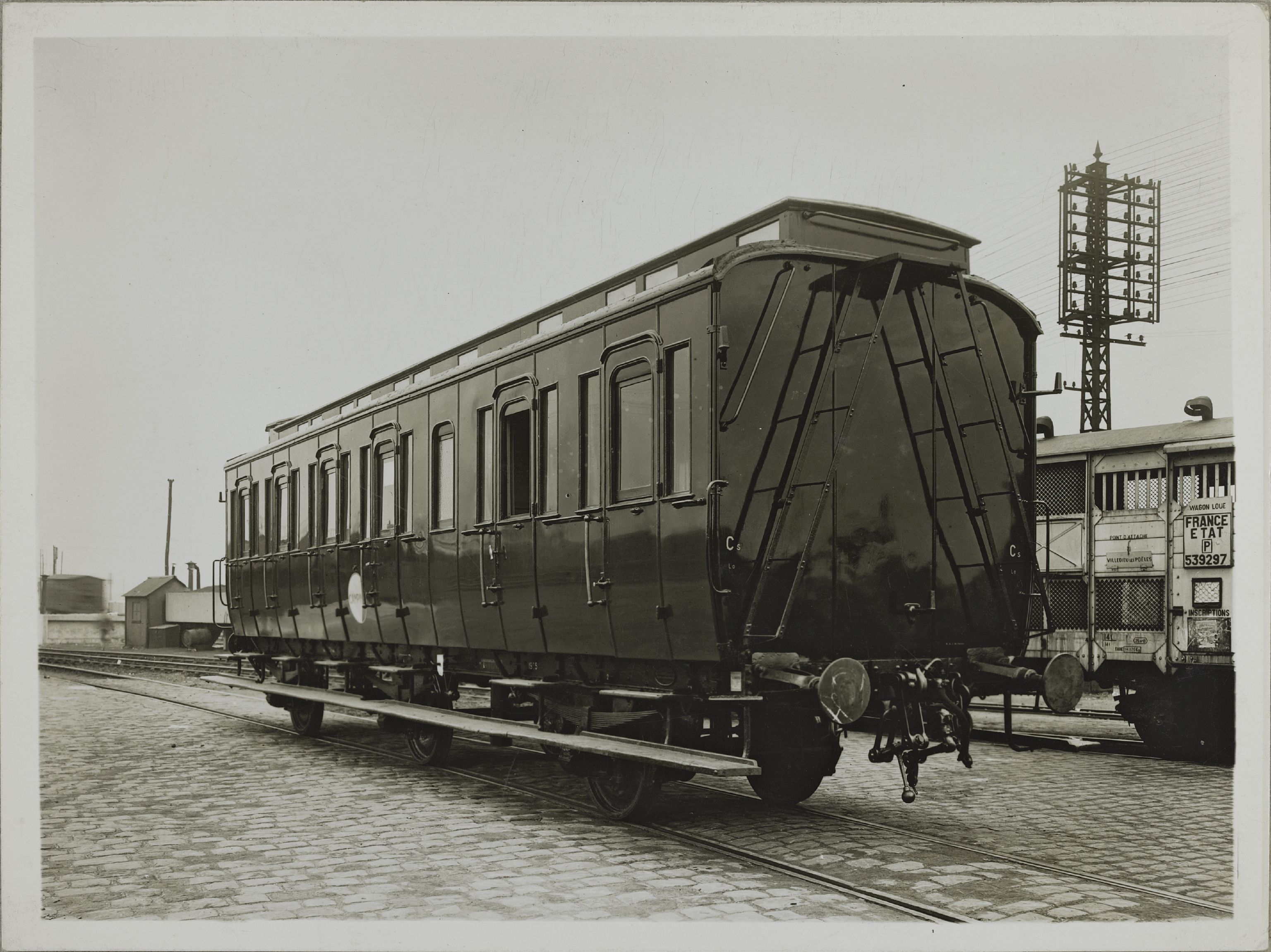
Umgebauter Personenwagen

Wagon-Camping, später Voiture-Camping, war die Bezeichnung eines speziellen Angebotes der Chemins de fer de l’État (ETAT) zur Übernachtung für Urlauber.

## Geschichte
Inspiriert durch die positiven Erfahrungen der britischen London and North Eastern Railway, die bereits im Jahr zuvor sogenannte Camping Coaches in Betrieb nahm, entschloss sich die Französische Staatsbahn 1934 ebenfalls einen entsprechenden Service anzubieten.
Bei den Fahrzeugen handelte es sich um umgebaute zweiachsige gedeckte Güterwagen, die mit allem ausgestattet waren, was für das Gemeinschaftsleben notwendig war, einschließlich acht Bettgestellen, auf denen man mit Luftmatratze oder Schlafsack schlafen konnte. Daneben eine Toilette und eine Küche für acht bis zehn Personen. Diese Wagen konnte man tage-, wochen- oder monatsweise mieten.
Ab 1936 wurden zehn dreiachsige Personenwagen zu Campingwagen umgebaut. Ein Toilettenbereich mit Dusche trennte Schlafraum und Aufenthaltsraum. Der Schlafraum hatte zehn Schlafplätze, der Aufenthaltsraum einen Tisch, eine Bank, einen Hocker, ein Sideboard und zwei zusätzliche Liegeplätze.
Nach der ETAT führten auch die Chemins de fer du Nord (NORD) und die Chemins de fer d’Alsace et de Lorraine (AL) einen vergleichbaren Service ein. Bis zu welchem Jahr dieser Service angeboten wurde, ist nicht bekannt.